# Légendes du Haut Adige

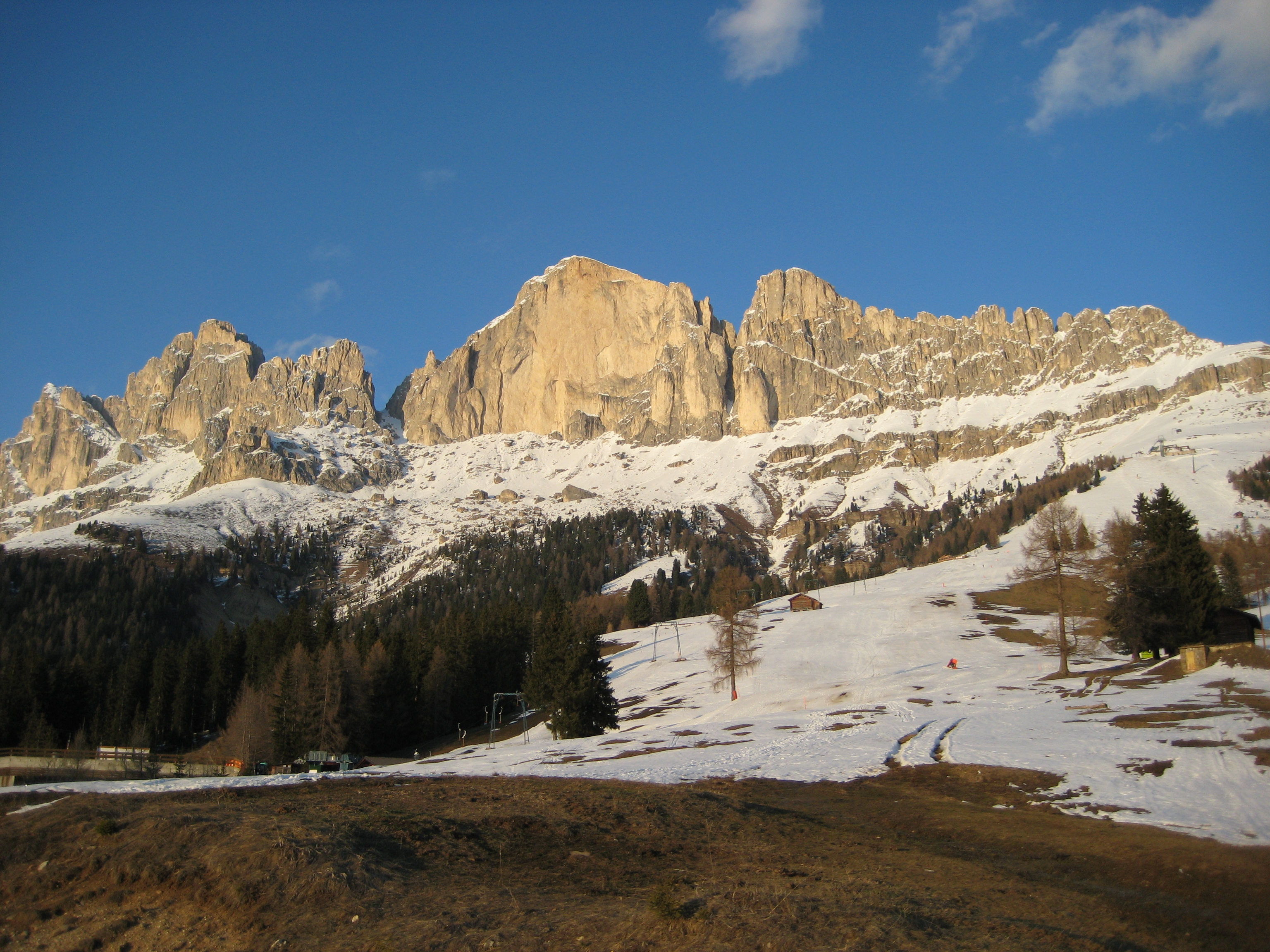
Le groupe du Catinaccio, un de ces lieux légendaires.

Il existe plusieurs légendes dans le Tyrol du Sud, dont certaines sont connues dans la région du Sud-tyrol mais aussi en dehors du territoire.

## Histoire
Ces histoires proviennent de l'imagination du peuple du Tyrol du Sud et se sont transmises de génération en génération, souvent avec des protagonistes fantastiques, par exemple des gnomes, des fées et des elfes.
L'une des premières légendes remonte au 17e siècle, mais elles ne sont pour la plupart codifiées que depuis le 19e siècle. De nombreuses légendes sont également connues en dehors du territoire et un sous-ensemble important de légende est lié à la culture ladine. En tout, il y en a 1 324.
La haute route des Dolomites qui relie Bressanone à Feltre s'appelle via delle leggende (Sagenweg en allemand), car il traverse un territoire rempli de légendes et d'histoires fantastiques.

## Collections

### Giovanni Battista Alton
Giovanni Battista Alton a été parmi les premiers à collecter les légendes des vallées ladines.

### Karl Felix Wolff
La collection de sagas la plus connue provient des légendes traditionnelles rassemblées par Karl Felix Wolff dans son ouvrage Dolomitensagen, dont la première édition remonte à 1911. Wolff voulait raconter les différentes légendes, présentes dans différentes régions du Tyrol du Sud, en particulier dans le royaume des Fanes, et a personnellement essayé de les rendre plus cohérentes. Mais compte tenu du fait que souvent une légende n’est jamais racontée de manière univoque, il a pris la licence poétique de la recherche d’une histoire unique.

### Ulrike Kindl
Contrairement à Wolff, les Miti ladini delle Dolomiti d'Ulrike Kindl sont plus en phase avec les connaissances scientifiques actuelles.

### Willi Mai
La collection de Willi Mai a eu lieu dans les années 1940-1941, c'est-à-dire durant la Seconde Guerre mondiale. Cette collection a été commandée par les Ahnenerbe de l'organisation SS, au cours de la phase de choix forcés dans le Tyrol du Sud, dans le but de préserver le folklore local. Pour collecter les légendes, Mai passa de ferme en ferme et de village en village, apportant avec lui un enregistreur vocal rassemblant anecdotes et blagues (même contemporaines) en dialecte local et transférant directement les récits dans sa collection, rendant ainsi la collection unique et particulière. Willi Mai est décédé en mai 1945 dans la Waffen-SS à Székesfehérvár en Hongrie.
La collection de Mai a été publié il y a quelques années. Le premier volume couvre les régions du Wipptal, des Dolomites et du val Badia (jusqu'à Marebbe). Un deuxième volume fait référence aux régions de Bolzano et du val Venosta.

## Légendes

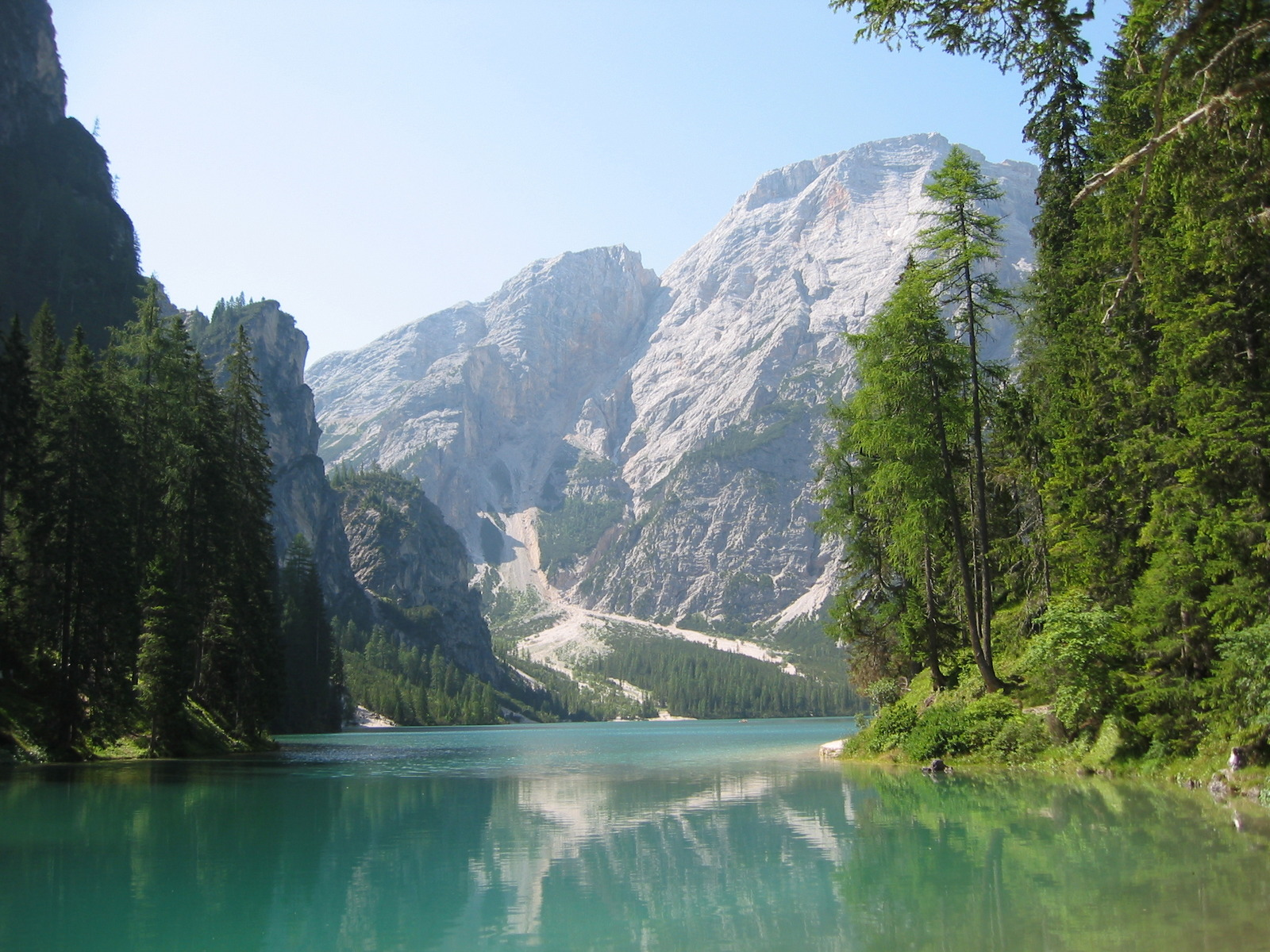
Vue sur le lac de Braies et de la Croda del Becco. La légende du royaume des Fanes raconte que son peuple a survécu vivant à l'intérieur, dans l'attente de la renaissance de son royaume.

Certaines des légendes les plus connues sont :
- Roi Laurin[7], au Catinaccio et au Latemar ;
- Royaume des Fanes[8] ;
- La femme libérée de la malédiction[9], dans le val Venosta ;
- Les gnomes construisent l'église de San Pietro[10], près de Merano ;
- Les jeunes filles du lac de Caldaro[11], au lac de Caldaro ;
- Les trois corbeaux blancs, La pierre hantée du château de la Reinegg, Les quilles dorées[12] près de Sarentino ;
- L'homme sauvage de Monticolo[13], près d'Appiano sulle Strada del Vino ;
- La nymphe du lac de Carezza[14], près de Nova Levante ;
- Comment est né le Lech Sant[15] dans le val Gardena ;
- Le Nörggelen du Val di Vizze[16], dans le Wipptal ;
- Le dragon du Sasso della Croce[17], dans le val Badia ;
- Une vache sauve le château de Tures[18], dans la Valle Aurina ;
- Comment est né le lac d'Anterselva[19], près de Plan de Corones ;
- La légende du géant de la Rocca dei Baranci[20], près de San Candido ;
- La découverte des Thermes de Braies[21], près de Braies ;
- Le peintre de Faloria[22], dans la vallée du Boite ;
- Merisana[23], dans la vallée du Boite ;
- Le gardien de l'Enfer[24], à Bolzano ;
- Les Trois Fontaines Sacrées de Trafoi[25], à Trafoi (à proximité de la route qui monte au col du Stelvio depuis le val Venosta) ;
- Le nain du Giogo Basso[26], val Senales.